# Liste der dänischen Abgeordneten zum EU-Parlament (2004–2009)
Die Liste der dänischen Abgeordneten zum EU-Parlament (2004–2009) listet alle dänischen Mitglieder des 6. Europäischen Parlaments nach der Europawahl in Dänemark 2004.

## Mandatsstärke der Parteien
- GUE/NGL: 1
- SPE: 5
- G/EFA: 1
- ALDE: 4
- EVP-ED: 1
- I/D: 1
- UEN: 1

| Nationale Partei                | Mandate            | Fraktion                                                                                  |
| ------------------------------- | ------------------ | ----------------------------------------------------------------------------------------- |
| Socialdemokraterne (A)          | 5                  | Sozialdemokratische Fraktion im Europäischen Parlament (SPE)                              |
| Venstre (V)                     | 3                  | Fraktion der Allianz der Liberalen und Demokraten für Europa (ALDE)                       |
| Radikale Venstre (RV)           | 1                  | Fraktion der Allianz der Liberalen und Demokraten für Europa (ALDE)                       |
| Radikale Venstre (RV)           | 0 (ab 7. Mai 2007) | Fraktion der Allianz der Liberalen und Demokraten für Europa (ALDE)                       |
| Liberal Alliance (LA)           | 1 (ab 7. Mai 2007) | Fraktion der Allianz der Liberalen und Demokraten für Europa (ALDE)                       |
| Det Konservative Folkeparti (C) | 1                  | Fraktion der Europäischen Volkspartei und europäischer Demokraten (EVP-ED)                |
| Det Konservative Folkeparti (C) | 0 (ab 7. Mai 2007) | Fraktion der Europäischen Volkspartei und europäischer Demokraten (EVP-ED)                |
| Liberal Alliance (LA)           | 1 (ab 7. Mai 2007) | Fraktion der Europäischen Volkspartei und europäischer Demokraten (EVP-ED)                |
| JuniBevægelsen (J)              | 1                  | Fraktion Unabhängigkeit/Demokratie (I/D)                                                  |
| Socialistisk Folkeparti (F)     | 1                  | Die Grünen/Europäische Freie Allianz (G/EFA)                                              |
| Dansk Folkeparti (O)            | 1                  | Union für das Europa der Nationen (UEN)                                                   |
| Folkebevægelsen mod EU (N)      | 1                  | Konföderale Fraktion der Vereinten Europäischen Linken/Nordischen Grünen Linken (GUE/NGL) |
| Gesamt                          | 14                 |                                                                                           |

## Abgeordnete
| Bild | MEP                   | Lebens- daten | von           | bis           | Partei | Fraktion | Anmerkungen                           |
| ---- | --------------------- | ------------- | ------------- | ------------- | ------ | -------- | ------------------------------------- |
|      | Margrete Auken        | 1945          | 20. Juli 2004 | 13. Juli 2009 | F      | G/EFA    |                                       |
|      | Jens-Peter Bonde      | 1948–2021     | 20. Juli 2004 | 13. Juli 2009 | J      | I/D      |                                       |
|      | Niels Busk            | 1942          | 20. Juli 2004 | 13. Juli 2009 | V      | ALDE     |                                       |
|      | Mogens Camre          | 1936–2016     | 20. Juli 2004 | 13. Juli 2009 | O      | UEN      |                                       |
|      | Ole Christensen       | 1955          | 20. Juli 2004 | 13. Juli 2009 | A      | SPE      |                                       |
|      | Henrik Dam Kristensen | 1957          | 20. Juli 2004 | 14. Okt. 2006 | A      | SPE      | Nachrücker: Christel Schaldemose      |
|      | Anne Elisabet Jensen  | 1951          | 20. Juli 2004 | 13. Juli 2009 | V      | ALDE     |                                       |
|      | Dan Jørgensen         | 1975          | 20. Juli 2004 | 13. Juli 2009 | A      | SPE      |                                       |
|      | Ole Krarup            | 1935–2017     | 20. Juli 2004 | 31. Dez. 2006 | N      | GUE/NGL  | Nachrücker: Søren Bo Søndergaard      |
|      | Poul Nyrup Rasmussen  | 1943          | 20. Juli 2004 | 13. Juli 2009 | A      | SPE      |                                       |
|      | Karin Riis-Jørgensen  | 1952          | 20. Juli 2004 | 13. Juli 2009 | V      | ALDE     |                                       |
|      | Anders Samuelsen      | 1967          | 20. Juli 2004 | 13. Juli 2009 | RVLA   | ALDE     | Parteiwechsel am 7. Mai 2007          |
|      | Christel Schaldemose  | 1967          | 15. Okt. 2006 | 13. Juli 2009 | A      | SPE      | Nachgerückt für Henrik Dam Kristensen |
|      | Gitte Seeberg         | 1960          | 20. Juli 2004 | 13. Juli 2009 | CLA    | EVP-ED   | Parteiwechsel am 7. Mai 2007          |
|      | Søren Bo Søndergaard  | 1955          | 1. Jan. 2007  | 13. Juli 2009 | N      | GUE/NGL  | Nachgerückt für Ole Krarup            |
|      | Britta Thomsen        | 1954          | 20. Juli 2004 | 13. Juli 2009 | A      | SPE      |                                       |